# 아이시스 헤인스워스
아이시스 헤인스워스(Isis Hainsworth, 1998년 9월 22일 ~ )는 스코틀랜드의 배우이다.

## 출연 작품

### 영화
- 엠마 (2020) - 엘리자베스 마틴 역
- 미스비헤이비어 (2020) - 제니 역
- 메탈 로드 (2022) - 에밀리 스펙터 역
- 소녀, 발칙하다! (2022) - 아엘리스 역

### 텔레비전
- 원 오브 어스 (2016) - 매디 역
- 원더러스트 (2018) - 미셸 맥컬런 역
- 더 빅팀 (2019) - 루이즈 그레이엄 역
- 레드 로즈 (2022) - 로셸 메이슨 역